# Élections municipales de 2020 dans la Mayenne
Des élections municipales en Mayenne étaient prévues les 15 et 22 mars 2020. Comme dans le reste de la France, le report du second tour est annoncé en pleine crise sanitaire liée à la propagation du coronavirus (Covid-19), de même que l'élection des maires et adjoints des communes dont le conseil municipal est au complet après le premier tour.

## Maires sortants et maires élus
La droite reste largement majoritaire dans le département. Le PS s'impose toutefois dans les deux villes les plus peuplées, à Mayenne face au parti présidentiel La République en marche et surtout à Laval face à l'UDI.
| Commune                     | Population | Maire sortant           | Parti | Parti | Maire élu               | Parti | Parti    |
| --------------------------- | ---------- | ----------------------- | ----- | ----- | ----------------------- | ----- | -------- |
| Ahuillé                     | 1 844      | Christelle Reillon      |       | DVD   | Sébastien Destais       |       | LREM     |
| Ambrières-les-Vallées       | 2 625      | Guy Ménard              |       | DVD   | Guy Ménard              |       | DVD      |
| Andouillé                   | 2 321      | Bertrand Lemaître       |       | LREM  | Bertrand Lemaître       |       | LREM     |
| Argentré                    | 2 831      | Christian Lefort        |       | DVD   | Christian Lefort        |       | DVD      |
| Aron                        | 1 827      | Pierre Forêt            |       | DVD   | Étienne Giffard         |       | DVD      |
| Bais                        | 1 217      | Marie-Cécile Morice     |       | LR    | Marie-Cécile Morice     |       | LR       |
| Ballots                     | 1 305      | François Quargnul       |       | LREM  | François Quargnul       |       | LREM     |
| Bazougers                   | 1 095      | Yveline Rapin           |       | DVD   | Jérôme Landelle         |       | DVD      |
| Bierné-les-Villages         | 1 254      | Marie-Noëlle Tribondeau |       | PS    | Marie-Noëlle Tribondeau |       | PS       |
| Bonchamp-lès-Laval          | 5 820      | Gwénaël Poisson         |       | DVD   | Gwénaël Poisson         |       | DVD      |
| Bouère                      | 1 062      | Jacky Chauveau          |       | LREM  | Jacky Chauveau          |       | LREM     |
| Chailland                   | 1 144      | Bruno Darras            |       | DVG   | Bruno Darras            |       | DVG      |
| Changé                      | 5 606      | Denis Mouchel           |       | DVD   | Patrick Peniguel        |       | UDI      |
| Château-Gontier-sur-Mayenne | 11 690     | Philippe Henry          |       | UDI   | Philippe Henry          |       | UDI      |
| Châtillon-sur-Colmont       | 979        | Daniel Fourreau         |       | DVD   | Prosper Chauvin         |       | DVD      |
| Chemazé                     | 1 419      | Hervé Rousseau          |       | DVD   | Yves Guinhut            |       | DVD      |
| Commer                      | 1 279      | Mickaël Delahaye        |       | DVD   | Mickaël Delahaye        |       | DVD      |
| Cossé-le-Vivien             | 3 229      | Christophe Langouët     |       | LREM  | Christophe Langouët     |       | LREM     |
| Craon                       | 4 522      | Claude Gilet            |       | LR    | Bertrand De Guebriant   |       | DVD      |
| Entrammes                   | 2 251      | Didier Marquet          |       | DVG   | Jérôme Allaire          |       | DVG      |
| Ernée                       | 5 801      | Jacqueline Arcanger     |       | DVD   | Jacqueline Arcanger     |       | DVD      |
| Évron                       | 7 135      | Joël Balandraud         |       | UDI   | Joël Balandraud         |       | UDI      |
| Forcé                       | 1 089      | Annette Chesnel         |       | DVD   | Annette Chesnel         |       | DVD      |
| Fougerolles-du-Plessis      | 1 167      | Jean-Paul Juin          |       | DVD   | Jean-Paul Juin          |       | DVD      |
| Gennes-Longuefuye           | 1 337      | Michel Giraud           |       | DVD   | Michel Giraud           |       | DVD      |
| Gorron                      | 2 543      | Jean-Marc Allain        |       | LREM  | Jean-Marc Allain        |       | LREM     |
| Grez-en-Bouère              | 990        | Didier Boulay           |       | DVD   | Didier Boulay           |       | DVD      |
| Javron-les-Chapelles        | 1 375      | Daniel Rattier          |       | DVD   | Didier Ledauphin        |       | DVD      |
| Juvigné                     | 1 421      | Gérard Lemonnier        |       | UDI   | Didier Ledauphin        |       | UDI      |
| La Baconnière               | 1 941      | Jean-Louis Desmot       |       | DVD   | David Besneux           |       | DVD      |
| La Bazoge-Montpinçon        | 1 020      | Grégory Heurtebize      |       | UDI   | Pascal Renard           |       | DVG      |
| La Chapelle-Anthenaise      | 967        | Jean Brault             |       | LREM  | Isabelle Fougeray       |       | DVG      |
| La Roche-Neuville           | 1 201      | Jean-Paul Forveille     |       | LREM  | Jean-Paul Forveille     |       | LREM     |
| Landivy                     | 1 137      | Marcel Ronceray         |       | DVD   | Marcel Ronceray         |       | DVD      |
| Larchamp                    | 1 080      | Constant Buchard        |       | DVD   | Constant Buchard        |       | DVD      |
| Lassay-les-Châteaux         | 2 239      | Jean Raillard           |       | DVD   | Jean Raillard           |       | DVD      |
| Laval                       | 50 843     | François Zocchetto      |       | UDI   | Florian Bercault        |       | DVG      |
| Le Bourgneuf-la-Forêt       | 1 732      | Michel Fortuné          |       | DVD   | François Berrou         |       | DVD      |
| Le Genest-Saint-Isle        | 2 122      | Nicole Bouillon         |       | DVD   | Nicole Bouillon         |       | DVD      |
| L'Huisserie                 | 4 124      | Jean-Marc Bouhours      |       | PS    | Jean-Pierre Thiot       |       | LREM     |
| Loiron-Ruillé               | 2 740      | Bernard Bourgeais       |       | DVD   | Bernard Bourgeais       |       | DVD      |
| Louverné                    | 3 983      | Alain Boisbouvier       |       | DVG   | Sylvie Vielle           |       | DVG      |
| Louvigné                    | 1 152      | Christine Dubois        |       | LREM  | Christine Dubois        |       | LREM     |
| Martigné-sur-Mayenne        | 1 902      | Rémi Sonnet             |       | DVD   | Guillaume Carré         |       | DVG      |
| Mayenne                     | 13 226     | Michel Angot            |       | LREM  | Jean-Pierre Le Scornet  |       | PS       |
| Méral                       | 1 120      | Jean-Marc Foucher       |       | DVD   | Richard Chamaret        |       | Horizons |
| Meslay-du-Maine             | 2 788      | Jean-Marc Poulain       |       | DVD   | Christian Boulay        |       | DVD      |
| Montenay                    | 1 347      | Jérôme Chardron         |       | EÉLV  | Gervais Hameau          |       | DVG      |
| Montigné-le-Brillant        | 1 337      | Michel Peigner          |       | MoDem | Gérard Travers          |       | DVD      |
| Montjean                    | 1 036      | Louis Véron             |       | DVD   | Vincent Paillard        |       | DVD      |
| Montsûrs                    | 3 191      | Jean-Noël Ravé          |       | DVD   | Benoît Quintard         |       | PS       |
| Nuillé-sur-Vicoin           | 1 220      | Mickaël Marquet         |       | LREM  | Mickaël Marquet         |       | LREM     |
| Oisseau                     | 1 151      | Mickaël Marquet         |       | DVD   | Mickaël Marquet         |       | DVD      |
| Parné-sur-Roc               | 1 383      | Daniel Guérin           |       | DVD   | David Cardoso           |       | DVD      |
| Port-Brillet                | 1 795      | Gilles Pairin           |       | DVD   | Fabien Robin            |       | PS       |
| Prée-d'Anjou                | 1 389      | Serge Guilaumé          |       | LREM  | Serge Guilaumé          |       | LREM     |
| Pré-en-Pail-Saint-Samson    | 2 295      | Denis Geslain           |       | DVD   | Denis Geslain           |       | DVD      |
| Quelaines-Saint-Gault       | 2 131      | Laurent Lefèvre         |       | LREM  | Laurent Lefèvre         |       | LREM     |
| Renazé                      | 2 521      | Patrick Gaultier        |       | PS    | Patrick Gaultier        |       | PS       |
| Saint-Baudelle              | 1 159      | Maurice Boisseau        |       | DVG   | Arnaud Bulenger         |       | app EÉLV |
| Saint-Berthevin             | 7 282      | Yannick Borde           |       | UDI   | Yannick Borde           |       | UDI      |
| Saint-Denis-d'Anjou         | 1 545      | Roger Guédon            |       | DVD   | Dominique de Valicourt  |       | DVD      |
| Saint-Denis-de-Gastines     | 1 429      | Thierry Chrétien        |       | DVD   | Thierry Chrétien        |       | DVD      |
| Sainte-Suzanne-et-Chammes   | 1 251      | Jean-Pierre Morteveille |       | DVD   | Michel Galvane          |       | DVG      |
| Saint-Fraimbault-de-Prières | 1 001      | Hubert Moll             |       | MoDem | Thierry Moutel          |       | DVD      |
| Saint-Georges-Buttavent     | 1 396      | Gérard Brodin           |       | LR    | Gérard Brodin           |       | LR       |
| Saint-Germain-le-Fouilloux  | 1 186      | Marcel Blanchet         |       | DVD   | Marcel Blanchet         |       | DVD      |
| Saint-Jean-sur-Mayenne      | 1 650      | Olivier Barré           |       | UDI   | Olivier Barré           |       | UDI      |
| Saint-Ouën-des-Toits        | 1 782      | Gérard Monceau          |       | DVD   | Dominique Gallacier     |       | DVD      |
| Saint-Pierre-des-Nids       | 1 785      | Angélique Poix          |       | DVD   | Philippe d’Argent       |       | DVD      |
| Saint-Pierre-la-Cour        | 2 298      | Sophie Chauvigné        |       | DVD   | Michel Paillard         |       | DVD      |
| Soulgé-sur-Ouette           | 1 093      | Michel Rocherullé       |       | LREM  | Michel Rocherullé       |       | LREM     |
| Vaiges                      | 1 165      | Régis Lefeuvre          |       | DVD   | Régis Lefeuvre          |       | DVD      |
| Villaines-la-Juhel          | 2 713      | Daniel Lenoir           |       | LREM  | Daniel Lenoir           |       | LREM     |
| Villiers-Charlemagne        | 1 083      | Jacques Sabin           |       | DVD   | Jacques Sabin           |       | DVD      |

### Résultats en nombre de maires
| Partis       | Partis                               | Maires sortants | Maires élus | Évolution     |
| ------------ | ------------------------------------ | --------------- | ----------- | ------------- |
|              | Divers droite                        | 41              | 37          | 4             |
|              | Les Républicains                     | 3               | 2           | 1             |
| Total droite | Total droite                         | 43              | 39          | 4             |
|              | Divers gauche                        | 4               | 7           | 3             |
|              | Parti socialiste                     | 3               | 7           | 4             |
|              | Europe Écologie Les Verts            | 1               | 1           | en stagnation |
| Total gauche | Total gauche                         | 8               | 15          | 7             |
|              | La République en marche              | 14              | 14          | en stagnation |
|              | Mouvement démocrate                  | 2               | 0           | 2             |
|              | Horizons                             | 0               | 1           | 1             |
|              | Union des démocrates et indépendants | 7               | 6           | 1             |
| Total centre | Total centre                         | 23              | 21          | 2             |
| Total        | Total                                | 75              | 75          | en stagnation |

## Résultats dans les communes de plus de2 000 habitants

### Ambrières-les-Vallées
- Maire sortant : Guy Ménard (UDI)

| Tête de liste                         | Tête de liste            | Liste                    | Premier tour | Premier tour | Sièges | Sièges |
| Tête de liste                         | Tête de liste            | Liste                    | Voix         | %            | CM     | CC     |
| ------------------------------------- | ------------------------ | ------------------------ | ------------ | ------------ | ------ | ------ |
|                                       | Guy Ménard,              | UDI                      | 569          | 100,00       | 23     | 6      |
| Pour Ambrières-Cigné allons plus loin |                          |                          | 569          | 100,00       | 23     | 6      |
|                                       |                          |                          |              |              |        |        |
| Votes exprimés                        | Votes exprimés           | Votes exprimés           | 569          | 86,21        |        |        |
| Votes blancs                          | Votes blancs             | Votes blancs             | 28           | 4,24         |        |        |
| Votes nuls                            | Votes nuls               | Votes nuls               | 63           | 9,55         |        |        |
| Total                                 | Total                    | Total                    | 660          | 100          | 23     | 6      |
| Abstention                            | Abstention               | Abstention               | 1 408        | 68,09        |        |        |
| Inscrits / participation              | Inscrits / participation | Inscrits / participation | 2 068        | 31,91        |        |        |

### Andouillé
- Maire sortant : Bertrand Lemaitre (DVG)

| Tête de liste                                  | Tête de liste      | Liste          | Premier tour | Premier tour | Sièges | Sièges |
| Tête de liste                                  | Tête de liste      | Liste          | Voix         | %            | CM     | CC     |
| ---------------------------------------------- | ------------------ | -------------- | ------------ | ------------ | ------ | ------ |
|                                                | Bertrand Lemaitre, | DVG            | 736          | 75,48        | 17     | 4      |
| Andolléens, construisons ensemble notre avenir |                    |                | 736          | 75,48        | 17     | 4      |
|                                                | Philippe Verron    | ECO            | 239          | 24,51        | 2      | 0      |
| Ensemble pour Andouillé                        |                    |                | 239          | 24,51        | 2      | 0      |
|                                                |                    |                |              |              |        |        |
| Inscrits                                       | Inscrits           | Inscrits       | 1 727        |              |        |        |
| Votants                                        | Votants            | Votants        | 1 017        | 58,89        |        |        |
| Blancs et nuls                                 | Blancs et nuls     | Blancs et nuls | 42           | 4.13         |        |        |
| Exprimés                                       | Exprimés           | Exprimés       | 975          | 95.87        |        |        |

### Argentré
- Maire sortant : Christian Lefort (DVD)

| Tête de liste   | Tête de liste     | Liste          | Premier tour | Premier tour | Sièges | Sièges |
| Tête de liste   | Tête de liste     | Liste          | Voix         | %            | CM     | CC     |
| --------------- | ----------------- | -------------- | ------------ | ------------ | ------ | ------ |
|                 | Christian Lefort, | DVD            | 661          | 100,00       | 23     | 1      |
| Argentré demain |                   |                | 661          | 100,00       | 23     | 1      |
|                 |                   |                |              |              |        |        |
| Inscrits        | Inscrits          | Inscrits       | 2 132        |              |        |        |
| Votants         | Votants           | Votants        | 738          | 34,62        |        |        |
| Blancs et nuls  | Blancs et nuls    | Blancs et nuls | 77           | 10.43        |        |        |
| Exprimés        | Exprimés          | Exprimés       | 661          | 89,57        |        |        |

### Bonchamp-lès-Laval
- Maire sortant : Gwénaël Poisson  (DVD)

| Tête de liste         | Tête de liste    | Liste          | Premier tour | Premier tour | Sièges | Sièges |
| Tête de liste         | Tête de liste    | Liste          | Voix         | %            | CM     | CC     |
| --------------------- | ---------------- | -------------- | ------------ | ------------ | ------ | ------ |
|                       | Gwénaël Poisson, | DVD            | 1 356        | 66,86        | 25     | 3      |
| Bonchamp Perspectives |                  |                | 1 356        | 66,86        | 25     | 3      |
|                       | Michel Perrier   | EÉLV           | 672          | 33,13        | 4      | 0      |
| Bonchamp ensemble     |                  |                | 672          | 33,13        | 4      | 0      |
|                       |                  |                |              |              |        |        |
| Inscrits              | Inscrits         | Inscrits       | 5 037        |              |        |        |
| Votants               | Votants          | Votants        | 2 090        | 41,49        |        |        |
| Blancs et nuls        | Blancs et nuls   | Blancs et nuls | 62           | 2.97         |        |        |
| Exprimés              | Exprimés         | Exprimés       | 2 028        | 97,03        |        |        |

### Changé
- Maire sortant : Denis Mouchel (DVD)

| Tête de liste                    | Tête de liste    | Liste          | Premier tour | Premier tour | Sièges | Sièges |
| Tête de liste                    | Tête de liste    | Liste          | Voix         | %            | CM     | CC     |
| -------------------------------- | ---------------- | -------------- | ------------ | ------------ | ------ | ------ |
|                                  | Patrick Péniguel | UDI            | 1 274        | 100,00       | 29     | 3      |
| Ensemble pour l'avenir de Changé |                  |                | 1 274        | 100,00       | 29     | 3      |
|                                  |                  |                |              |              |        |        |
| Inscrits                         | Inscrits         | Inscrits       | 5 051        |              |        |        |
| Votants                          | Votants          | Votants        | 1 546        | 30,61        |        |        |
| Blancs et nuls                   | Blancs et nuls   | Blancs et nuls | 272          | 17.59        |        |        |
| Exprimés                         | Exprimés         | Exprimés       | 1 274        | 82,41        |        |        |

### Château-Gontier-sur-Mayenne
- Maire sortant : Philippe Henry (UDI)

| Tête de liste                                      | Tête de liste   | Liste          | Premier tour | Premier tour | Sièges | Sièges |
| Tête de liste                                      | Tête de liste   | Liste          | Voix         | %            | CM     | CC     |
| -------------------------------------------------- | --------------- | -------------- | ------------ | ------------ | ------ | ------ |
|                                                    | Philippe Henry, | UDI            | 3 253        | 73,68        | 31     | 17     |
| Agir pour notre ville nouvelle                     |                 |                | 3 253        | 73,68        | 31     | 17     |
|                                                    | Thomas Richou   | DVG            | 1 162        | 26,31        | 4      | 3      |
| Votre nouvelle équipe proche, ouverte et dynamique |                 |                | 1 162        | 26,31        | 4      | 3      |
|                                                    |                 |                |              |              |        |        |
| Inscrits                                           | Inscrits        | Inscrits       | 12 545       |              |        |        |
| Votants                                            | Votants         | Votants        | 4 595        | 36,63        |        |        |
| Blancs et nuls                                     | Blancs et nuls  | Blancs et nuls | 180          | 3.92         |        |        |
| Exprimés                                           | Exprimés        | Exprimés       | 4 415        | 96,08        |        |        |

### Cossé-le-Vivien
- Maire sortant : Christophe Langouët (DVD)

| Tête de liste  | Tête de liste        | Liste          | Premier tour | Premier tour | Sièges | Sièges |
| Tête de liste  | Tête de liste        | Liste          | Voix         | %            | CM     | CC     |
| -------------- | -------------------- | -------------- | ------------ | ------------ | ------ | ------ |
|                | Christophe Langouët, | DVD            | 770          | 100,00       | 23     | 5      |
| Cossé 2020     |                      |                | 770          | 100,00       | 23     | 5      |
|                |                      |                |              |              |        |        |
| Inscrits       | Inscrits             | Inscrits       | 2 411        |              |        |        |
| Votants        | Votants              | Votants        | 867          | 35,96        |        |        |
| Blancs et nuls | Blancs et nuls       | Blancs et nuls | 97           | 11.19        |        |        |
| Exprimés       | Exprimés             | Exprimés       | 770          | 88,81        |        |        |

### Craon
- Maire sortant : Claude Gilet (LR)

| Tête de liste             | Tête de liste         | Liste          | Premier tour | Premier tour | Sièges | Sièges |
| Tête de liste             | Tête de liste         | Liste          | Voix         | %            | CM     | CC     |
| ------------------------- | --------------------- | -------------- | ------------ | ------------ | ------ | ------ |
|                           | Bertrand de Guébriant | DVD            | 1 081        | 55,35        | 21     | 6      |
| S'unir et agir pour Craon |                       |                | 1 081        | 55,35        | 21     | 6      |
|                           | Claude Gilet,         | LR             | 872          | 44,64        | 6      | 1      |
| Osons + ensemble          |                       |                | 872          | 44,64        | 6      | 1      |
|                           |                       |                |              |              |        |        |
| Inscrits                  | Inscrits              | Inscrits       | 3 648        |              |        |        |
| Votants                   | Votants               | Votants        | 1 994        | 54,66        |        |        |
| Blancs et nuls            | Blancs et nuls        | Blancs et nuls | 41           | 2.06         |        |        |
| Exprimés                  | Exprimés              | Exprimés       | 1 953        | 97,94        |        |        |

### Entrammes
- Maire sortant : Didier Marquet (DVG)

| Tête de liste         | Tête de liste  | Liste          | Premier tour | Premier tour | Sièges | Sièges |
| Tête de liste         | Tête de liste  | Liste          | Voix         | %            | CM     | CC     |
| --------------------- | -------------- | -------------- | ------------ | ------------ | ------ | ------ |
|                       | Jérôme Allaire | DVG            | 583          | 100,0        | 19     | 1      |
| Durablement Entrammes |                |                | 583          | 100,0        | 19     | 1      |
|                       |                |                |              |              |        |        |
| Inscrits              | Inscrits       | Inscrits       | 1 648        |              |        |        |
| Votants               | Votants        | Votants        | 681          | 41,32        |        |        |
| Blancs et nuls        | Blancs et nuls | Blancs et nuls | 98           | 14.39        |        |        |
| Exprimés              | Exprimés       | Exprimés       | 583          | 85,61        |        |        |

### Ernée
- Maire sortant : Jacqueline Arcanger (DVD)

| Tête de liste                   | Tête de liste        | Liste          | Premier tour | Premier tour | Sièges | Sièges |
| Tête de liste                   | Tête de liste        | Liste          | Voix         | %            | CM     | CC     |
| ------------------------------- | -------------------- | -------------- | ------------ | ------------ | ------ | ------ |
|                                 | Jacqueline Arcanger, | DVD            | 1 104        | 100,00       | 29     | 10     |
| Ensemble, construisons l'@venir |                      |                | 1 104        | 100,00       | 29     | 10     |
|                                 |                      |                |              |              |        |        |
| Inscrits                        | Inscrits             | Inscrits       | 4 063        |              |        |        |
| Votants                         | Votants              | Votants        | 1 389        | 34,19        |        |        |
| Blancs et nuls                  | Blancs et nuls       | Blancs et nuls | 285          | 20.52        |        |        |
| Exprimés                        | Exprimés             | Exprimés       | 1 104        | 79,48        |        |        |

### Évron
- Maire sortant : Joël Balandraud (UDI)

| Tête de liste              | Tête de liste    | Liste          | Premier tour | Premier tour | Sièges | Sièges |
| Tête de liste              | Tête de liste    | Liste          | Voix         | %            | CM     | CC     |
| -------------------------- | ---------------- | -------------- | ------------ | ------------ | ------ | ------ |
|                            | Joël Balandraud, | UDI            | 1 511        | 100,00       | 33     | 17     |
| Ambitions Passion Communes |                  |                | 1 511        | 100,00       | 33     | 17     |
|                            |                  |                |              |              |        |        |
| Inscrits                   | Inscrits         | Inscrits       | 6 604        |              |        |        |
| Votants                    | Votants          | Votants        | 1 834        | 27,77        |        |        |
| Blancs et nuls             | Blancs et nuls   | Blancs et nuls | 323          | 17.61        |        |        |
| Exprimés                   | Exprimés         | Exprimés       | 1 511        | 82,39        |        |        |

### Gorron
- Maire sortant : Jean-Marc Allain (DVD)

| Tête de liste                 | Tête de liste     | Liste          | Premier tour | Premier tour | Sièges | Sièges |
| Tête de liste                 | Tête de liste     | Liste          | Voix         | %            | CM     | CC     |
| ----------------------------- | ----------------- | -------------- | ------------ | ------------ | ------ | ------ |
|                               | Jean-Marc Allain, | DVD            | 892          | 80,43        | 21     | 6      |
| Gorron Vivre ensemble         |                   |                | 892          | 80,43        | 21     | 6      |
|                               | Pascal Martin     | DVD            | 217          | 19,56        | 2      | 0      |
| Un nouvel horizon pour Gorron |                   |                | 217          | 19,56        | 2      | 0      |
|                               |                   |                |              |              |        |        |
| Inscrits                      | Inscrits          | Inscrits       | 1 908        |              |        |        |
| Votants                       | Votants           | Votants        | 1 167        | 61,16        |        |        |
| Blancs et nuls                | Blancs et nuls    | Blancs et nuls | 58           | 4.97         |        |        |
| Exprimés                      | Exprimés          | Exprimés       | 1 109        | 95,03        |        |        |

### L'Huisserie
- Maire sortant : Jean-Marc Bouhours (ex PS)

| Tête de liste                       | Tête de liste       | Liste          | Premier tour | Premier tour | Sièges | Sièges |
| Tête de liste                       | Tête de liste       | Liste          | Voix         | %            | CM     | CC     |
| ----------------------------------- | ------------------- | -------------- | ------------ | ------------ | ------ | ------ |
|                                     | Jean-Pierre Thiot   | DVD            | 988          | 55,66        | 21     | 2      |
| L'Huisserie, pour une autre énergie |                     |                | 988          | 55,66        | 21     | 2      |
|                                     | Jean-Marc Bouhours, | DVG            | 787          | 44,33        | 6      | 0      |
| Partageons un projet citoyen        |                     |                | 787          | 44,33        | 6      | 0      |
|                                     |                     |                |              |              |        |        |
| Inscrits                            | Inscrits            | Inscrits       | 3 603        |              |        |        |
| Votants                             | Votants             | Votants        | 1 812        | 50,29        |        |        |
| Blancs et nuls                      | Blancs et nuls      | Blancs et nuls | 37           | 2.04         |        |        |
| Exprimés                            | Exprimés            | Exprimés       | 1 775        | 97,96        |        |        |

### Lassay-les-Châteaux
- Maire sortant : Jean Raillard (DVD)

| Tête de liste                                                              | Tête de liste  | Liste          | Premier tour | Premier tour | Sièges | Sièges |
| Tête de liste                                                              | Tête de liste  | Liste          | Voix         | %            | CM     | CC     |
| -------------------------------------------------------------------------- | -------------- | -------------- | ------------ | ------------ | ------ | ------ |
|                                                                            | Jean Raillard, | DVD            | 498          | 100,00       | 19     | 3      |
| Poursuivons et agissons ensemble pour Lassay-les-Châteaux et nos campagnes |                |                | 498          | 100,00       | 19     | 3      |
|                                                                            |                |                |              |              |        |        |
| Inscrits                                                                   | Inscrits       | Inscrits       | 1 669        |              |        |        |
| Votants                                                                    | Votants        | Votants        | 631          | 37,81        |        |        |
| Blancs et nuls                                                             | Blancs et nuls | Blancs et nuls | 133          | 21.08        |        |        |
| Exprimés                                                                   | Exprimés       | Exprimés       | 498          | 78,92        |        |        |

### Laval
- Maire sortant : François Zocchetto (UDI)

| Tête de liste                                            | Tête de liste            | Liste                    | Premier tour | Premier tour | Second tour | Second tour | Sièges | Sièges |
| Tête de liste                                            | Tête de liste            | Liste                    | Voix         | %            | Voix        | %           | CM     | CC     |
| -------------------------------------------------------- | ------------------------ | ------------------------ | ------------ | ------------ | ----------- | ----------- | ------ | ------ |
|                                                          | Florian Bercault         | DVG-PS                   | 3 776        | 33,80        | 6 308       | 53,43       | 33     | 26     |
| Demain Laval Ensemble                                    |                          |                          | 3 776        | 33,80        | 6 308       | 53,43       | 33     | 26     |
|                                                          | Isabelle Eymon           | EÉLV-PCF-G.s-GRS-PRG     | 1 964        | 17,58        | 6 308       | 53,43       | 33     | 26     |
| Laval, écologique et solidaire                           |                          |                          | 1 964        | 17,58        | 6 308       | 53,43       | 33     | 26     |
|                                                          | Didier Pillon            | UDI-LR-LREM              | 4 559        | 40,81        | 5 496       | 46,56       | 10     | 7      |
| Laval Passionnément                                      |                          |                          | 4 559        | 40,81        | 5 496       | 46,56       | 10     | 7      |
|                                                          | Jean-Michel Cadenas      | RN                       | 692          | 6,19         |             |             |        |        |
| Laval en Avant                                           |                          |                          | 692          | 6,19         |             |             |        |        |
|                                                          | Martine Amelin           | LO                       | 178          | 1,59         |             |             |        |        |
| Lutte ouvrière - Faire entendre le camp des travailleurs |                          |                          | 178          | 1,59         |             |             |        |        |
|                                                          |                          |                          |              |              |             |             |        |        |
| Votes exprimés                                           | Votes exprimés           | Votes exprimés           | 11 169       | 95,40        | 11 804      | 96,65       |        |        |
| Votes blancs                                             | Votes blancs             | Votes blancs             | 122          | 1,04         | 190         | 1,56        |        |        |
| Votes nuls                                               | Votes nuls               | Votes nuls               | 416          | 3,55         | 219         | 1,79        |        |        |
| Total                                                    | Total                    | Total                    | 11 707       | 100          | 12 213      | 100         | 43     | 33     |
| Abstention                                               | Abstention               | Abstention               | 18 610       | 61,38        | 18 167      | 59,80       |        |        |
| Inscrits / participation                                 | Inscrits / participation | Inscrits / participation | 30 317       | 38,62        | 30 380      | 40,20       |        |        |

### Le Genest-Saint-Isle
- Maire sortant : Nicole Bouillon (DVD)

| Tête de liste                     | Tête de liste    | Liste          | Premier tour | Premier tour | Sièges | Sièges |
| Tête de liste                     | Tête de liste    | Liste          | Voix         | %            | CM     | CC     |
| --------------------------------- | ---------------- | -------------- | ------------ | ------------ | ------ | ------ |
|                                   | Nicole Bouillon, | DVD            | 453          | 100,00       | 19     | 1      |
| Solidaires, aujourd'hui et demain |                  |                | 453          | 100,00       | 19     | 1      |
|                                   |                  |                |              |              |        |        |
| Inscrits                          | Inscrits         | Inscrits       | 1 647        |              |        |        |
| Votants                           | Votants          | Votants        | 514          | 31,21        |        |        |
| Blancs et nuls                    | Blancs et nuls   | Blancs et nuls | 61           | 11.87        |        |        |
| Exprimés                          | Exprimés         | Exprimés       | 453          | 88,13        |        |        |

### Louverné
- Maire sortant : Alain Boisbouvier (DVG)

| Tête de liste              | Tête de liste  | Liste          | Premier tour | Premier tour | Sièges | Sièges |
| Tête de liste              | Tête de liste  | Liste          | Voix         | %            | CM     | CC     |
| -------------------------- | -------------- | -------------- | ------------ | ------------ | ------ | ------ |
|                            | Sylvie Vielle  | DVG            | 1 075        | 100,00       | 27     | 2      |
| Avec vous, Louverné demain |                |                | 1 075        | 100,00       | 27     | 2      |
|                            |                |                |              |              |        |        |
| Inscrits                   | Inscrits       | Inscrits       | 3 300        |              |        |        |
| Votants                    | Votants        | Votants        | 1 177        | 35,67        |        |        |
| Blancs et nuls             | Blancs et nuls | Blancs et nuls | 102          | 8.67         |        |        |
| Exprimés                   | Exprimés       | Exprimés       | 1 075        | 91,33        |        |        |

### Mayenne
- Maire sortant : Michel Angot (LREM)

| Tête de liste                  | Tête de liste            | Liste                    | Premier tour | Premier tour | Second tour | Second tour | Sièges  | Sièges  |
| Tête de liste                  | Tête de liste            | Liste                    | Voix         | %            | Voix        | %           | CM      | CC      |
| ------------------------------ | ------------------------ | ------------------------ | ------------ | ------------ | ----------- | ----------- | ------- | ------- |
|                                | Jean-Pierre Le Scornet   | PS                       | 1 784        | 42,84        | 2 045       | 50,44       | 25      | 16      |
| Agir pour Mayenne avec vous    |                          |                          | 1 784        | 42,84        | 2 045       | 50,44       | 25      | 16      |
|                                | Adrien Mottais           | UDI-LR                   | 1 347        | 32,34        | 1 722       | 42,47       | 7       | 5       |
| Mayenne s'écrit ensemble       |                          |                          | 1 347        | 32,34        | 1 722       | 42,47       | 7       | 5       |
|                                | Josselin Chouzy          | LREM                     | 433          | 10,39        | 287         | 7,07        | 1       | 0       |
| Mayenne 2.0 un avenir connecté |                          |                          | 433          | 10,39        | 287         | 7,07        | 1       | 0       |
|                                | Jean-Claude Lavandier    | DVG                      | 600          | 14,40        | Retrait     | Retrait     | Retrait | Retrait |
| Mayenne demain                 |                          |                          | 600          | 14,40        | Retrait     | Retrait     | Retrait | Retrait |
|                                |                          |                          |              |              |             |             |         |         |
| Votes exprimés                 | Votes exprimés           | Votes exprimés           | 4 164        | 95,92        | 4 054       | 96,57       |         |         |
| Votes blancs                   | Votes blancs             | Votes blancs             | 49           | 1,13         | 62          | 1,48        |         |         |
| Votes nuls                     | Votes nuls               | Votes nuls               | 128          | 2,95         | 82          | 1,95        |         |         |
| Total                          | Total                    | Total                    | 4 341        | 100          | 4 198       | 100         | 33      | 21      |
| Abstention                     | Abstention               | Abstention               | 5 280        | 54,88        | 5 433       | 56,41       |         |         |
| Inscrits / participation       | Inscrits / participation | Inscrits / participation | 9 621        | 45,12        | 9 631       | 43,59       |         |         |

### Meslay-du-Maine
- Maire sortant : Jean-Marc Poulain (DVD)

| Tête de liste                                      | Tête de liste      | Liste          | Premier tour | Premier tour | Sièges | Sièges |
| Tête de liste                                      | Tête de liste      | Liste          | Voix         | %            | CM     | CC     |
| -------------------------------------------------- | ------------------ | -------------- | ------------ | ------------ | ------ | ------ |
|                                                    | Christian Boulay   | DVD            | 679          | 59,92        | 19     | 6      |
| En équipe vers l'avenir                            |                    |                | 679          | 59,92        | 19     | 6      |
|                                                    | Jean-Marc Poulain, | DVD            | 454          | 40,07        | 4      | 2      |
| Ensemble, construisons l'avenir de Meslay-du-Maine |                    |                | 454          | 40,07        | 4      | 2      |
|                                                    |                    |                |              |              |        |        |
| Inscrits                                           | Inscrits           | Inscrits       | 2 170        |              |        |        |
| Votants                                            | Votants            | Votants        | 1 191        | 54,88        |        |        |
| Blancs et nuls                                     | Blancs et nuls     | Blancs et nuls | 58           | 4.83         |        |        |
| Exprimés                                           | Exprimés           | Exprimés       | 1 133        | 95,13        |        |        |

### Montsûrs
- Maire sortant : Jean-Noël Ravé (DVD)

| Tête de liste                  | Tête de liste       | Liste          | Premier tour | Premier tour | Sièges | Sièges |
| Tête de liste                  | Tête de liste       | Liste          | Voix         | %            | CM     | CC     |
| ------------------------------ | ------------------- | -------------- | ------------ | ------------ | ------ | ------ |
|                                | Geneviève Penglaou, | PS             | 642          | 100,00       | 27     | 6      |
| Bien vivre ensemble à Montsûrs |                     |                | 642          | 100,00       | 27     | 6      |
|                                |                     |                |              |              |        |        |
| Inscrits                       | Inscrits            | Inscrits       | 2 417        |              |        |        |
| Votants                        | Votants             | Votants        | 759          | 31,40        |        |        |
| Blancs et nuls                 | Blancs et nuls      | Blancs et nuls | 117          | 15.42        |        |        |
| Exprimés                       | Exprimés            | Exprimés       | 642          | 84,58        |        |        |

### Port-Brillet
- Maire sortant : Gilles Pairin  (DVD)

| Tête de liste      | Tête de liste  | Liste          | Premier tour | Premier tour | Sièges | Sièges |
| Tête de liste      | Tête de liste  | Liste          | Voix         | %            | CM     | CC     |
| ------------------ | -------------- | -------------- | ------------ | ------------ | ------ | ------ |
|                    | Fabien Robin   | DVG            | 387          | 63,13        | 16     | 1      |
| Un souffle nouveau |                |                | 387          | 63,13        | 16     | 1      |
|                    | Jean Bouvet,   | DVD            | 226          | 36,86        | 3      | 0      |
| Agir ensemble      |                |                | 226          | 36,86        | 3      | 0      |
|                    |                |                |              |              |        |        |
| Inscrits           | Inscrits       | Inscrits       | 1 258        |              |        |        |
| Votants            | Votants        | Votants        | 634          | 50,40        |        |        |
| Blancs et nuls     | Blancs et nuls | Blancs et nuls | 21           | 3.31         |        |        |
| Exprimés           | Exprimés       | Exprimés       | 613          | 96,69        |        |        |

### Pré-en-Pail-Saint-Samson
- Maire sortant : Denis Geslain (DVD)

| Tête de liste                           | Tête de liste  | Liste          | Premier tour | Premier tour | Sièges | Sièges |
| Tête de liste                           | Tête de liste  | Liste          | Voix         | %            | CM     | CC     |
| --------------------------------------- | -------------- | -------------- | ------------ | ------------ | ------ | ------ |
|                                         | Denis Geslain, | DVD            | 576          | 100,00       | 23     | 6      |
| Pré-en-Pail-Saint-Samson "Notre vision" |                |                | 576          | 100,00       | 23     | 6      |
|                                         |                |                |              |              |        |        |
| Inscrits                                | Inscrits       | Inscrits       | 1 666        |              |        |        |
| Votants                                 | Votants        | Votants        | 719          | 43,16        |        |        |
| Blancs et nuls                          | Blancs et nuls | Blancs et nuls | 143          | 19,89        |        |        |
| Exprimés                                | Exprimés       | Exprimés       | 576          | 80,11        |        |        |

### Quelaines-Saint-Gault
- Maire sortant : Laurent Lefèvre (DVD)

| Tête de liste                                      | Tête de liste    | Liste          | Premier tour | Premier tour | Sièges | Sièges |
| Tête de liste                                      | Tête de liste    | Liste          | Voix         | %            | CM     | CC     |
| -------------------------------------------------- | ---------------- | -------------- | ------------ | ------------ | ------ | ------ |
|                                                    | Laurent Lefèvre, | DVD            | 542          | 100,00       | 19     | 3      |
| Quelaines-Saint-Gault, commune à l'horizon positif |                  |                | 542          | 100,00       | 19     | 3      |
|                                                    |                  |                |              |              |        |        |
| Inscrits                                           | Inscrits         | Inscrits       | 1 561        |              |        |        |
| Votants                                            | Votants          | Votants        | 594          | 38,05        |        |        |
| Blancs et nuls                                     | Blancs et nuls   | Blancs et nuls | 52           | 8.75         |        |        |
| Exprimés                                           | Exprimés         | Exprimés       | 542          | 91,25        |        |        |

### Renazé
- Maire sortant : Patrick Gaultier (PS)

| Tête de liste                     | Tête de liste     | Liste          | Premier tour | Premier tour | Sièges | Sièges |
| Tête de liste                     | Tête de liste     | Liste          | Voix         | %            | CM     | CC     |
| --------------------------------- | ----------------- | -------------- | ------------ | ------------ | ------ | ------ |
|                                   | Patrick Gaultier, | PS             | 596          | 63,20        | 19     | 3      |
| Tous unis pour l'avenir de Renazé |                   |                | 596          | 63,20        | 19     | 3      |
|                                   | Philippe Pelluau  | DVD            | 347          | 36,79        | 4      | 1      |
| Écouter et agir pour vous         |                   |                | 347          | 36,79        | 4      | 1      |
|                                   |                   |                |              |              |        |        |
| Inscrits                          | Inscrits          | Inscrits       | 1 916        |              |        |        |
| Votants                           | Votants           | Votants        | 975          | 50,89        |        |        |
| Blancs et nuls                    | Blancs et nuls    | Blancs et nuls | 32           | 3.28         |        |        |
| Exprimés                          | Exprimés          | Exprimés       | 943          | 96,72        |        |        |

### Saint-Berthevin
- Maire sortant : Yannick Borde (UDI)

| Tête de liste                   | Tête de liste  | Liste          | Premier tour | Premier tour | Sièges | Sièges |
| Tête de liste                   | Tête de liste  | Liste          | Voix         | %            | CM     | CC     |
| ------------------------------- | -------------- | -------------- | ------------ | ------------ | ------ | ------ |
|                                 | Yannick Borde, | UDI            | 1 396        | 100,00       | 29     | 4      |
| Des énergies pour un territoire |                |                | 1 396        | 100,00       | 29     | 4      |
|                                 |                |                |              |              |        |        |
| Inscrits                        | Inscrits       | Inscrits       | 5 709        |              |        |        |
| Votants                         | Votants        | Votants        | 1 662        | 29,11        |        |        |
| Blancs et nuls                  | Blancs et nuls | Blancs et nuls | 266          | 16.00        |        |        |
| Exprimés                        | Exprimés       | Exprimés       | 1 396        | 84,00        |        |        |

### Saint-Pierre-des-Nids
- Maire sortant : Angélique Poix (DVD)

| Tête de liste  | Tête de liste     | Liste          | Premier tour | Premier tour | Sièges | Sièges |
| Tête de liste  | Tête de liste     | Liste          | Voix         | %            | CM     | CC     |
| -------------- | ----------------- | -------------- | ------------ | ------------ | ------ | ------ |
|                | Philippe D'Argent | DVD            | 378          | 100,00       | 19     | 5      |
| Agir ensemble  |                   |                | 378          | 100,00       | 19     | 5      |
|                |                   |                |              |              |        |        |
| Inscrits       | Inscrits          | Inscrits       | 1 443        |              |        |        |
| Votants        | Votants           | Votants        | 531          | 36,80        |        |        |
| Blancs et nuls | Blancs et nuls    | Blancs et nuls | 153          | 28.81        |        |        |
| Exprimés       | Exprimés          | Exprimés       | 378          | 71,19        |        |        |

### Saint-Pierre-la-Cour
- Maire sortant : Sophie Chauvigné (DVD)

| Tête de liste               | Tête de liste   | Liste          | Premier tour | Premier tour | Sièges | Sièges |
| Tête de liste               | Tête de liste   | Liste          | Voix         | %            | CM     | CC     |
| --------------------------- | --------------- | -------------- | ------------ | ------------ | ------ | ------ |
|                             | Michel Paillard | DVD            | 499          | 100,00       | 19     | 1      |
| Ensemble, avec et pour vous |                 |                | 499          | 100,00       | 19     | 1      |
|                             |                 |                |              |              |        |        |
| Inscrits                    | Inscrits        | Inscrits       | 1 636        |              |        |        |
| Votants                     | Votants         | Votants        | 630          | 38,51        |        |        |
| Blancs et nuls              | Blancs et nuls  | Blancs et nuls | 131          | 20,79        |        |        |
| Exprimés                    | Exprimés        | Exprimés       | 499          | 79,21        |        |        |

### Villaines-la-Juhel
- Maire sortant : Daniel Lenoir (LREM)

| Tête de liste                    | Tête de liste  | Liste          | Premier tour | Premier tour | Sièges | Sièges |
| Tête de liste                    | Tête de liste  | Liste          | Voix         | %            | CM     | CC     |
| -------------------------------- | -------------- | -------------- | ------------ | ------------ | ------ | ------ |
|                                  | Daniel Lenoir, | LREM           | 552          | 50,09        | 18     | 6      |
| Ensemble pour Villaines-la-Juhel |                |                | 552          | 50,09        | 18     | 6      |
|                                  | Alain Berg     | DVD            | 550          | 49,90        | 5      | 2      |
| Villaines-la-Juhel son futur     |                |                | 550          | 49,90        | 5      | 2      |
|                                  |                |                |              |              |        |        |
| Inscrits                         | Inscrits       | Inscrits       | 2 187        |              |        |        |
| Votants                          | Votants        | Votants        | 1 145        | 52,35        |        |        |
| Blancs et nuls                   | Blancs et nuls | Blancs et nuls | 43           | 3,76         |        |        |
| Exprimés                         | Exprimés       | Exprimés       | 1 102        | 96,24        |        |        |